# Iphofen
Iphofen (pronunciación en alemán: /ɪpˈhoːfn̩/ⓘ) es una ciudad situada en el distrito de Kitzingen, en el estado federado de Baviera (Alemania), con una población a finales de 2016 de unos 4595 habitantes.
Se encuentra ubicada al noroeste del estado, en la región de Baja Franconia, cerca de la orilla del río Meno —uno de los principales afluentes del Rin— y de la frontera con el estado de Baden-Wurtemberg.

## Galería

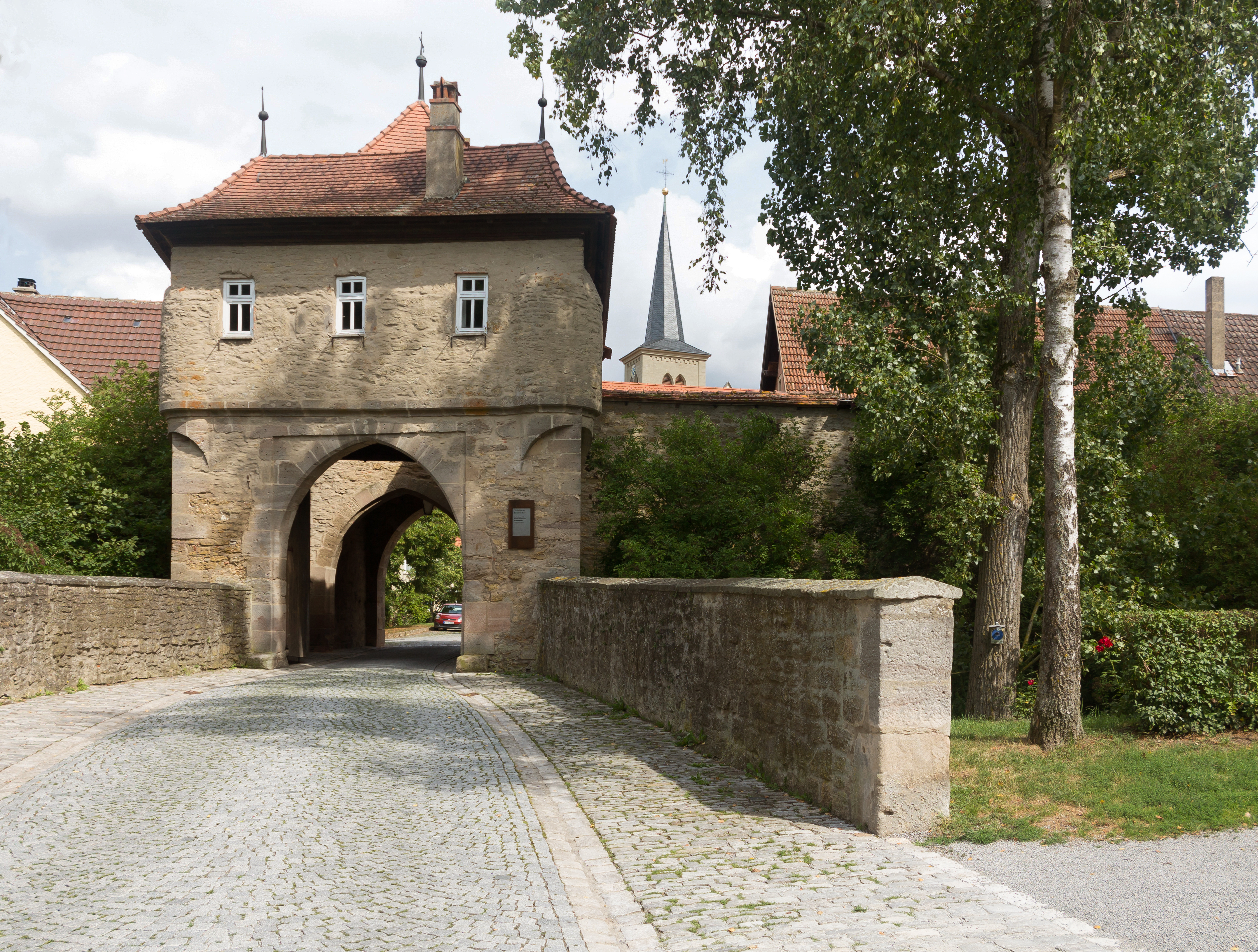
Iphofen, el torre: Mainbernheimer Tor
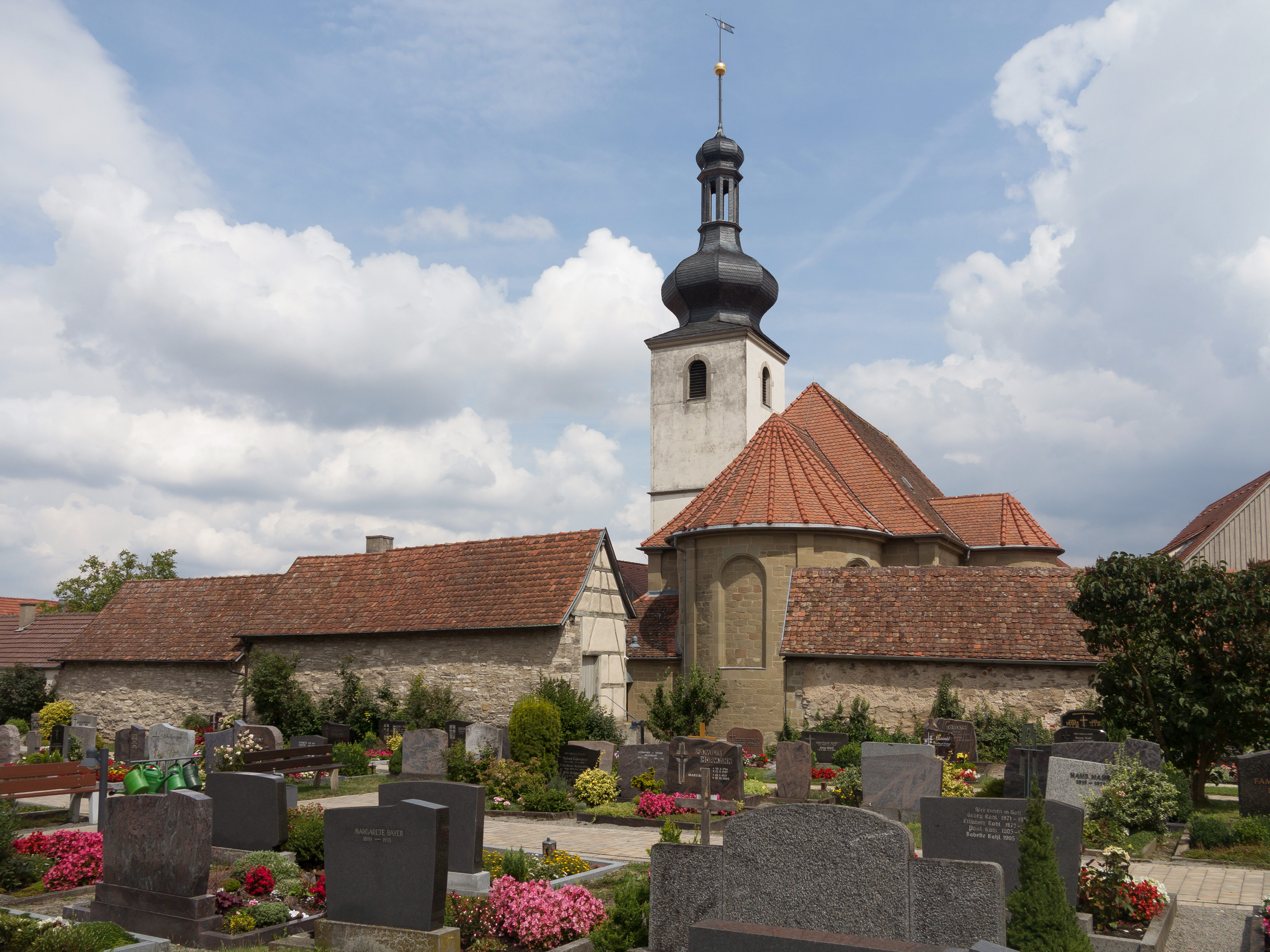
Nenzenheim, la iglesia protestante
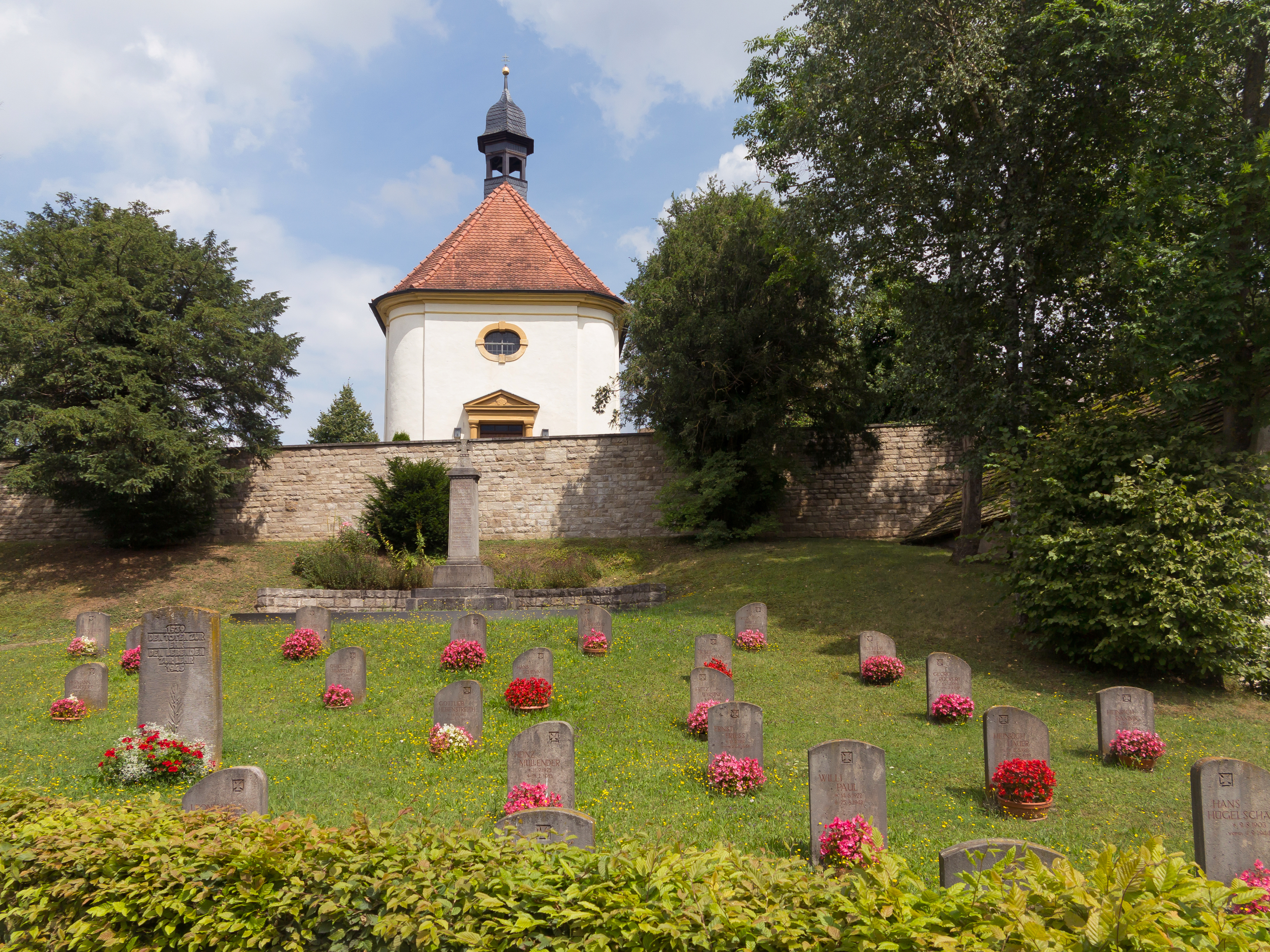
Mönchensondheim, el cementerio con la capilla